# Economía de Zimbabue
La economía de Zimbabue era una de las más fuertes de África, pero se deterioró a partir de la toma de poder de Robert Mugabe.
La economía del país volvió a crecer a pesar de que la incertidumbre política continuase. Después de una década de recesión, entre el 1998 y el 2008 Zimbabue registró un crecimiento de más de 9 % al año entre lo 2010 y lo 2011, antes de caer para 5 % el 2012, en parte debido a las malas cosechas y a los bajos ingresos con la exportación de diamantes.
El país tiene reservas de asbestos, cobre, níquel, oro, hierro y platino. Sin embargo, los problemas políticos y la mayor tasa de sida del mundo obstaculizan su progreso. Las políticas de Mugabe en materia de reforma agraria han traído consigo agitaciones internas, desplazamientos de la población, una inflación desorbitada y la incapacidad del país para abastecer a su población.

## Comercio exterior
En 2020, el país estaba en la posición 114 por volumen de exportaciones (4.200 millones de dólares estadounidenses). En la suma de bienes y servicios exportados, alcanza los 4.700 millones, ubicándose en el lugar 120 en el mundo.  En términos de importaciones, en 2019, fue el 131o mayor importador del mundo, por un valor de 4,7 mil millones de dólares estadounidenses.

## Sector primario

### Agricultura
Zimbabue produjo en 2018:
- 3,3 millones de toneladas de caña de azúcar;
- 730 mil toneladas de maíz;
- 256 mil toneladas de mandioca;
- 191 mil toneladas de verdura;
- 132 mil toneladas de tabaco (sexto productor mundial);
- 106 mil toneladas de plátano;
- 96 mil toneladas de naranja;
- 90 mil toneladas de soja;
- 80 mil toneladas de sorgo;
- 60 mil toneladas de patata;
- 55 mil toneladas de cebada;
- 42 mil toneladas de maní;
- 38 mil toneladas de algodón;

Además de producciones más pequeñas de otros productos agrícolas.

### Ganadería
En ganadería, Zimbabue produjo, en 2019: 108 mil toneladas de carne de vacuno; 52 mil toneladas de carne de pollo; 24 mil toneladas de carne de chivo; 425 millones de litros de leche de vaca, entre otros.

## Sector secundario

### Industria
El Banco Mundial enumera los principales países productores cada año, según el valor total de la producción. Según la lista de 2018, Zimbabue tenía la 108a industria más valiosa del mundo ($ 2.5 mil millones).
En 2014, el país produjo cerca de 900 vehículos. En 2019 estaba entre los 40 mayores productores de acero.

### Minería
En 2019, el país fue el tercer productor mundial de platino y el sexto productor mundial de litio.
En la producción de oro, en 2017 el país produjo 23,9 toneladas.

### Energía
En energías no renovables, en 2020, el país no produjo petróleo. En 2011, el país consumió 19.000 barriles / día (el 130o consumidor más grande del mundo). En 2015, el país no produjo gas natural. En la producción de carbón, el país fue el 37.º más grande del mundo en 2018: 2,7 millones de toneladas.
En energías renovables, en 2020, el país no produjo energía eólica ni energía solar.

## Historia

### 1980-2000
El gobierno de Zimbabue se enfrenta a una amplia variedad de difíciles problemas en su economía. Esos problemas incluyen una notoria falta de divisas, hiperinflación y escasez de provisiones y artículos. Su participación en la guerra de 1998 a 2002 en la República Democrática del Congo, por ejemplo, significó un egreso de cientos de millones de dólares de su economía. El muy necesitado apoyo del FMI no llegó, debido a que el gobierno de Zimbabue fracasó en alcanzar los objetivos presupuestarios. La tasa de inflación se incrementó de un 32 % por año en 1998 a 586 % a fines de 2005, mientras el tipo de cambio bajó de 24 dólares Zimbabuenses por US$ a 85,000 por US$ en la misma época.[cita requerida]

### 2000-2009

La producción agrícola de Zimbabue ha disminuido rápidamente en los últimos años.

Exportaciones de Zimbabue en 2006.

Hasta el 2009 Zimbabue tuvo la tasa de inflación más alta de todos los países del mundo. En marzo de 2008 la inflación alcanzó el 100 000 % y, una tasa de cambio de 1 dólar estadounidense por 30 000.000 de dólares Zimbabuenses. En aquel año, el dólar estadounidense, el rand sudafricano, la libra esterlina y la pula de Botsuana fueron adoptadas como moneda.
La dinámica decadente de la economía nacional ha sido principalmente atribuida a la mala gestión y a la descomposición del gobierno de Mugabe y a la expropiación de las tierras de más de 4000 granjeros blancos durante la controvertida redistribución de la tierra del año 2000. El informe también advierte que la pérdida de vida junto con la deforestación salvaje es potencialmente peligrosa para la industria turística. La reforma agraria del presidente Robert Mugabe, que redistribuido más de 13 millones de hectáreas de tierra, propiedad en su mayoría de 6000 blancos, a más de 260. 000 familias africanas. La producción de tabaco, el principal cultivo de exportación, ha duplicado a los anteriores a la reforma agraria. La producción de azúcar está sólo el 15% por debajo del nivel de antes de la reforma, mientras que el sorgo, cebada trigo y mijo son muy superiores. Desde 2004 Zimbabue ha comenzado a exportar maíz dulce, avena y sorgo a Europa.
En 2005, el gobierno, motivado por el gobernador del Banco Central Gideon Gono, comenzó a sugerir la posibilidad de que los granjeros blancos podían volver al país. Todavía quedaban entre 400 y 500 en el interior, pero la mayor parte de la tierra que fue confiscada ya no era productiva. En enero de 2007 el Gobierno permitió incluso a algunos granjeros firmar contratos de arrendamiento a largo plazo. Sin embargo, más adelante volvió a dar marcha atrás y amenazó con encarcelar a todos los granjeros blancos que siguieran en Zimbabue.
Las exportaciones agrícolas, minerales y el turismo constituían en ese entonces la principal vía de entrada de divisas extranjeras. Zimbabue es el país que mantiene la relación comercial más importante con Sudáfrica en el continente africano.

#### Hiperinflación 2004-2009
En agosto de 2006 se puso en circulación un dólar zimbabuense nuevo equivalente a 1000 de los antiguos. Según el cambio oficial, la tasa de cambio cayó de los 24 dólares antiguos por dólar estadounidense en 1998 a 250 000 dólares antiguos o 250 nuevos por dólar estadounidense o en el mercado paralelo, a 120 000 000 dólares antiguos por dólar estadounidense en junio de 2007.
El viernes 18 de enero de 2007 el banco nacional anunció la emisión de un billete de 10 000 000 de dólares debido a la gran inflación. Una hamburguesa en un restaurante del país llegó a costar 15 000 000 de dólares.

### Dolarización 2009-2019
En febrero de 2009, el gobierno de unidad nacional recién instalado (que incluía a la oposición a Mugabe) permitió las transacciones de moneda extranjera en toda la economía como medida para estimular la economía y acabar con la inflación. El dólar de Zimbabue perdió rápidamente toda credibilidad y, en abril de 2009, se suspendió por completo para ser reemplazado por el dólar estadounidense en las transacciones gubernamentales. En 2014 había ocho monedas legales: dólar estadounidense, rand sudafricano, pula de Botsuana, libra esterlina británica, dólar australiano, yuan chino, rupia india y yen japonés.
La dolarización revirtió la inflación, lo que permitió que el sistema bancario se estabilizara y que la economía reanudara su lento crecimiento después de 2009. La dolarización también tuvo otras consecuencias, entre ellas:
- Impuestos reducidos y transparencia financiera, ya que las personas continuaron manteniendo su dinero fuera del sistema bancario formal.
- Tasas de interés reales extremadamente altas debido a la falta de capital.
- Gobierno forzado a un sistema de "pago por uso", incapaz de gastar más de lo que ingresa.
- Déficits de acuñación para las transacciones diarias, lo que llevó a la adopción de monedas de rand sudafricanos, dulces, tiempo aire para teléfonos móviles o incluso condones para monedas pequeñas.
- Monedas falsificadas con las que los zimbabuenses no están familiarizados.
- 10% de crecimiento de la economía al año hasta 2012[41]

### 2019-presente
A mediados de julio del 2019 la inflación se había incrementado a 175% luego de la adopción del nuevo dólar zimbabuense, suspendiendo además el uso de monedas extranjeras, generando preocupación en relación con un nuevo periodo de hiperinflación  El gobierno dejó de emitir información en relación con la inflación durante agosto del 2019. La inflación anual entre el 2018 y 2019 fue de 521% en diciembre de este último año, el banco central de Zimbabue refirió en febrero del 2020 que ellos esperaban reducir dicho porcentaje a 50% para finales de año.

## Evolución histórica del PIB per cápita

Desarrollo del PIB per cápita en África meridional

### Década de 1960
| PIB per cápita de Zimbabue en Dólares                               | PIB per cápita de Zimbabue en Dólares | PIB per cápita de Zimbabue en Dólares | PIB per cápita de Zimbabue en Dólares |
| Año                                                                 | PIB                                   | PIB per Cápita                        | Población                             |
| ------------------------------------------------------------------- | ------------------------------------- | ------------------------------------- | ------------------------------------- |
| Década de 1950 (Años 50)                                            |                                       |                                       |                                       |
| 1950                                                                | Sin cambios                           | Sin cambios                           | 2.746.853 habitantes                  |
| 1951                                                                | Sin cambios                           | Sin cambios                           | 2.830.449 habitantes                  |
| 1952                                                                | Sin cambios                           | Sin cambios                           | 2.918.424 habitantes                  |
| 1953                                                                | Sin cambios                           | Sin cambios                           | 3.010.186 habitantes                  |
| 1954                                                                | Sin cambios                           | Sin cambios                           | 3.105.346 habitantes                  |
| 1955                                                                | Sin cambios                           | Sin cambios                           | 3.203.735 habitantes                  |
| 1956                                                                | Sin cambios                           | Sin cambios                           | 3.305.403 habitantes                  |
| 1957                                                                | Sin cambios                           | Sin cambios                           | 3.410.611 habitantes                  |
| 1958                                                                | Sin cambios                           | Sin cambios                           | 3.519.806 habitantes                  |
| 1959                                                                | Sin cambios                           | Sin cambios                           | 3.633.554 habitantes                  |
| Año                                                                 | PIB                                   | PIB per Cápita                        | Población                             |
| Década de 1960 (Años 60)                                            |                                       |                                       |                                       |
| 1960                                                                | USD 1.053 millones                    | USD 281                               | 3.752.390 habitantes                  |
| 1961                                                                | USD 1.097 millones                    | USD 283                               | 3.876.638 habitantes                  |
| 1962                                                                | USD 1.118 millones                    | USD 279                               | 4.006.262 habitantes                  |
| 1963                                                                | USD 1.160 millones                    | USD 281                               | 4.140.804 habitantes                  |
| 1964                                                                | USD 1.217 millones                    | USD 285                               | 4.279.561 habitantes                  |
| 1965                                                                | USD 1.311 millones                    | USD 297                               | 4.422.132 habitantes                  |
| 1966                                                                | USD 1.282 millones                    | USD 281                               | 4.568.320 habitantes                  |
| 1967                                                                | USD 1.397 millones                    | USD 297                               | 4.718.612 habitantes                  |
| 1968                                                                | USD 1.480 millones                    | USD 305                               | 4.874.113 habitantes                  |
| 1969                                                                | USD 1.748 millones                    | USD 349                               | 5.036.321 habitantes                  |
| Año                                                                 | PIB                                   | PIB per Cápita                        | Población                             |
| Década de 1970 (Años 70)                                            |                                       |                                       |                                       |
| 1970                                                                | USD 1.884 millones                    | USD 364                               | 5.206.311 habitantes                  |
| 1971                                                                | USD 2.179 millones                    | USD 407                               | 5.385.342 habitantes                  |
| 1972                                                                | USD 2.678 millones                    | USD 484                               | 5.573.312 habitantes                  |
| 1973                                                                | USD 3.309 millones                    | USD 578                               | 5.768.382 habitantes                  |
| 1974                                                                | USD 3.982 millones                    | USD 673                               | 5.967.861 habitantes                  |
| 1975                                                                | USD 4.371 millones                    | USD 715                               | 6.170.284 habitantes                  |
| 1976                                                                | USD 4.318 millones                    | USD 685                               | 6.373.956 habitantes                  |
| 1977                                                                | USD 4.364 millones                    | USD 671                               | 6.580.739 habitantes                  |
| 1978                                                                | USD 4.352 millones                    | USD 649                               | 6.796.946 habitantes                  |
| 1979                                                                | USD 5.178 millones                    | USD 748                               | 7.031.159 habitantes                  |
| Año                                                                 | PIB                                   | PIB per Cápita                        | Población                             |
| Década de 1980 (Años 80)                                            |                                       |                                       |                                       |
| 1980                                                                | USD 6.679 millones                    | USD 942                               | 7.289.083 habitantes                  |
| 1981                                                                | USD 8.011 millones                    | USD 1.097                             | 7.571.965 habitantes                  |
| 1982                                                                | USD 8.540 millones                    | USD 1.123                             | 7.876.414 habitantes                  |
| 1983                                                                | USD 7.764 millones                    | USD 989                               | 8.197.564 habitantes                  |
| 1984                                                                | USD 6.352 millones                    | USD 784                               | 8.528.328 habitantes                  |
| 1985                                                                | USD 5.637 millones                    | USD 672                               | 8.862.601 habitantes                  |
| 1986                                                                | USD 6.218 millones                    | USD 719                               | 9.198.874 habitantes                  |
| 1987                                                                | USD 6741 millones                     | USD 756                               | 9.535.657 habitantes                  |
| 1988                                                                | USD 7.815 millones                    | USD 850                               | 9.866.776 habitantes                  |
| 1989                                                                | USD 8.286 millones                    | USD 873                               | 10.184.966 habitantes                 |
| Año                                                                 | PIB                                   | PIB per Cápita                        | Población                             |
| Década de 1990 (Años 90)                                            |                                       |                                       |                                       |
| 1990                                                                | USD 8.780 millones                    | USD 897                               | 10.484.771 habitantes                 |
| 1991                                                                | USD 8.180 millones                    | USD 810                               | 10.763.036 habitantes                 |
| 1992                                                                | USD 6.746 millones                    | USD 648                               | 11.019.717 habitantes                 |
| 1993                                                                | USD 6.552 millones                    | USD 608                               | 11.256.512 habitantes                 |
| 1994                                                                | USD 6.889 millones                    | USD 618                               | 11.476.807 habitantes                 |
| 1995                                                                | USD 7.152 millones                    | USD 620                               | 11.683.136 habitantes                 |
| 1996                                                                | USD 8.758 millones                    | USD 735                               | 11.877.664 habitantes                 |
| 1997                                                                | USD 8.990 millones                    | USD 762                               | 12.059.858 habitantes                 |
| 1998                                                                | USD 10.827 millones                   | USD 921                               | 12.226.742 habitantes                 |
| 1999                                                                | USD 10.514 millones                   | USD 896                               | 12.374.019 habitantes                 |
| Año                                                                 | PIB                                   | PIB per Cápita                        | Población                             |
| Década de 2000 (Años 2000)                                          |                                       |                                       |                                       |
| 2000                                                                | USD 10.137 millones                   | USD 866                               | 12.499.980 habitantes                 |
| 2001                                                                | USD 9.999 millones                    | USD 857                               | 12.603.987 habitantes                 |
| 2002                                                                | USD 9.563 millones                    | USD 822                               | 12.691.431 habitantes                 |
| 2003                                                                | USD 8.475 millones                    | USD 728                               | 12.774.162 habitantes                 |
| 2004                                                                | USD 8.434 millones                    | USD 718                               | 12.867.827 habitantes                 |
| 2005                                                                | USD 8.075 millones                    | USD 682                               | 12.984.418 habitantes                 |
| 2006                                                                | USD 7.298 millones                    | USD 607                               | 13.127.942 habitantes                 |
| 2007                                                                | USD 6.994 millones                    | USD 580                               | 13.297.797 habitantes                 |
| 2008                                                                | USD 5.974 millones                    | USD 492                               | 13.495.462 habitantes                 |
| 2009                                                                | USD 8.367 millones                    | USD 684                               | 13.720.997 habitantes                 |
| Año                                                                 | PIB                                   | PIB per Cápita                        | Población                             |
| Década de 2010 (Años 10)                                            |                                       |                                       |                                       |
| 2010                                                                | USD 10.067 millones                   | USD 815                               | 13.973.897 habitantes                 |
| 2011                                                                | USD 12.072 millones                   | USD 968                               | 14.255.592 habitantes                 |
| 2012                                                                | USD 14.058 millones                   | USD 1.076                             | 14.565.482 habitantes                 |
| 2013                                                                | USD 15.224 millones                   | USD 1.133                             | 14.898.092 habitantes                 |
| 2014                                                                | USD 15.834 millones                   | USD 1.149                             | 15.245.855 habitantes                 |
| 2015                                                                | USD 16.072 millones                   | USD 1.137                             | 15.602.751 habitantes                 |
| 2016                                                                | USD 16.124 millones                   | USD 1.111                             | 15.966.810 habitantes                 |
| 2017                                                                | USD 17.105 millones                   | USD 1.149                             | 16.337.760 habitantes                 |
| Fuente: Fondo Monetario Internacional FMI y Banco Mundial BM (2017) |                                       |                                       |                                       |

## Datos económicos de Zimbabue
- Producto Interior Bruto (PIB) - (2004): 4.501 millones de dólares estadounidenses.
- Paridad de poder adquisitivo (2004): 24.370 millones de dólares estadounidenses.
- PIB - Per cápita: 346 $ USA.
- Paridad del poder adquisitivo Per cápita (2004): 1.900 dólares estadounidenses.
- Inflación media anual: 133 %.
- Deuda externa aproximadamente (2003): N.D.
- Reservas: 45 millones de dólares estadounidenses.
- Importaciones (2004): 1.655 millones de dólares estadounidenses.

- Principales países proveedores: Alemania, Sudáfrica y República Democrática del Congo.
- Principales productos de importación: Manufacturas, maquinaria y productos químicos.

- Exportaciones (2004): 1.436 millones de dólares estadounidenses.

- Principales países clientes: Alemania, Sudáfrica y China.
- Principales productos de exportación: Tabaco y oro.

Estructura del PIB en 2003:
Distribución por sectores económicos del PIB total:
Agricultura, Silvicultura y Pesca: 17 %.
Industria y construcción: 24 %.
Industrias manufactureras y minería: N.D.
Servicios: 59 %.
- Población activa (2003): 5,9 millones de personas.
- Tasa de paro (2002): 70 %.
- Población por debajo del nivel de pobreza (2002): 70 %.

-(N.D.): No disponible.